# Zakochani (powieść)
Zakochani – trzecia i ostatnia część opowieści o paczce przyjaciół z Leeds.

## Treść
Chloe zdaje sobie sprawę z tego, że Nick ją kocha. Chce zostać jego dziewczyną, ale ubiega ją Sinead. Panna Sanderson mówi jej, że Nick szybko się nią znudzi i porzuci ją. Chloe niestety nie może zmienić jej zdania, więc poddaje się, bo ma inne problemy. Mama Chloe wciąż jest bita przez męża. Gdy dostaje propozycję przeprowadzenia wywiadu z aktorką o nowym filmie, nie zgadza się, bo film jest o kobietach takich jak ona. Zmęczona swoimi cierpieniami, Suzy postanawia wyprowadzić się do Londynu wraz z Chloe.
Jasmin wciąż chodzi z Sanjayem. Niestety, gdy dowiaduje się, że Sanjay dostał propozycję przeniesienia się do liceum Beckedon w Londynie, jest załamana, bo nie będzie mogła się z nim często widywać. Mimo to, mówi mu, aby starał się o stypendium. Gdy mu się to udaje, jest szczęśliwa. Sanjay oświadcza się jej. W tym samym czasie, mama Jasmin spotyka się z jakimś facetem. Na szczęście, okazuje się, że chodzi o uczestnictwo w chórze gospel.
Koło domu Nicka kręci się tajemniczy Mike Lovell. Chłopak mówi mu, że Bowenowie nie mieszkają w Leeds, bo sądzi, że chodzi o zwrot pieniędzy. Kilka tygodni później, Jenny Bowen gości go na herbacie, a Mike mówi jej, że był kumplem Grega ze studiów. Nie wiedział nic o jego śmierci, więc postanowił odnaleźć rodzinę. Dzięki Mike’owi, Jenny mogła wykupić udziały Josephine w kafejce. W tym samym czasie, Nick zaczyna czuć coś więcej do Sinead. Zaprasza ją na pizzę, a następnie całuje i zostają parą.
Ojciec Sanjaya nie jest zadowolony z wyboru syna. Ale, gdy ten pokazuje mu ulotkę Beckedon, Duncan Fraser mówi Sanjayowi, aby starał się o stypendium. Sanjayowi nie podoba się reakcja Jasmin, bo sądził, że będzie ona błagać go o pozostanie w Lockbridge.
Sinead zostaje dziewczyną Nicka. Ale rodzina ma kolejny problem – Shaun Flaherty kupił konia, który nie wygrywa ani jednego wyścigu. Ojciec Sinead przestaje wydawać pieniądze, gdy jego warsztat zostaje podpalony. Rodzina przeprowadza się do mniejszego domu. Sinead spotyka się z przyjaciółmi i przysięgają sobie przyjaźń na zawsze.

## Bohaterowie
- Chloe Sanderson – chce chodzić z Nickiem, ale on ma dziewczynę. Przeprowadza się z mamą do Londynu, bo ta ma dość bycia bitą przez męża.
- Jasmin Johnson – narzeczona Sanjaya. Przyjaciółka Chloe.
- Nick Bowen – chłopak Sinead. Jego matka zostaje menedżerem “Nad Kanałem”.
- Sanjay Fraser – narzeczony Jasmin. Przeniósł się do liceum Beckedon, aby uczyć się grafiki komputerowej.
- Sinead Flaherty – dziewczyna Nicka. Najlepsza przyjaciółka Chloe.
- Suzy Sanderson – matka Chloe. Jest ofiarą przemocy domowej. Prezenterka TV.
- Edward Sanderson – ojciec Chloe.
- Josephine Johnson – matka Jasmin. Śpiewa w chórze gospel.
- Harry Johnson – tata Jasmin.
- Jenny Bowen – matka Nicka.
- Joan Andrews – babcia Nicka.
- Duncan Fraser – tata Sanjaya.
- Dipti Fraser – matka Sanjaya.
- Rani Fraser – młodsza siostra Sanjaya. Jest chora na zespół Downa.
- Kathleen Flaherty – matka Sinead.
- Shaun Flaherty – tata Sinead.
- Erin Flaherty – młodsza siostra Sinead.
- Nathan Reed – szef Suzy Sanderson.
- Mike Lovell – kumpel Grega Bowena. Pomógł Jenny wykupić udziały w kafejce “Nad Kanałem”.